# Бре, Гюстав
Гюстав Бре (фр. Gustave Bret; 30 августа 1875, Бриньоль — 16 апреля 1969, Фрежюс) — французский органист, дирижёр, композитор и музыкальный критик.
Учился в Парижской консерватории у Шарля-Мари Видора (орган) и в Schola Cantorum у Венсана д’Энди (композиция). До 1908 г. сам преподавал в Schola Cantorum орган и органную импровизацию. Одновременно в 1898—1903 гг. органист парижской церкви Сен-Сюльпис.
В 1904 г. основал и до 1940 г. возглавлял парижское Баховское общество (фр. Société J.-S. Bach), во главе которого дирижировал многочисленными концертами из музыки Иоганна Себастьяна Баха, в том числе транслировавшимися по радио; на первый концерт Общества, с участием Ванды Ландовской и ряда других солистов, откликнулся сочувственной рецензией соученик Бре Деода де Северак.
Среди композиций Бре выделяется оратория «Пилигримы в Эммаусе» (фр. Les Pèlerins d'Emmaüs) для солистов, хора и оркестра, впервые исполненная в 1903 году под управлением Виллема Менгельберга. Ему принадлежит также ряд вокальных сочинений, в том числе на стихи Шарля Бодлера.
В начале XX века публиковался также в парижских газетах как музыкальный критик, чуткий к новой музыке: так, в 1900 году он приветствовал «Три песни Билитис» Клода Дебюсси, отмечая характерную для композитора недосказанность, а в 1910 году — парижскую премьеру Второй симфонии Густава Малера, которая, по его словам, его глубоко взволновала, а о её окончательной ценности придёт пора судить через полвека.